# Villiers-Saint-Benoît
Villiers-Saint-Benoît là một xã của Pháp,tọa lạc ở tỉnh Yonne trong vùng Bourgogne.
Người dân của Villiers-Saint-Benoît trong tiếng Pháp gọi là Villerois và Villeroises.
Xã này nằm ở trong Thung lũng sông Ouanne.

## Hành chính
| Danh sách các thị trưởng               |           |     |      |         |
| Giai đoạn                              | Giai đoạn | Tên | Đảng | Tư cách |
|                                        | mars 2001 |     |      |         |
| Tất cả các dữ liệu trước đây không rõ. |           |     |      |         |

## Thông tin nhân khẩu
| Năm | 1962 | 1968 | 1975 | 1982 | 1990 | 1999 |
| --- | ---- | ---- | ---- | ---- | ---- | ---- |
| Dân số | 563  | 612  | 527  | 434  | 430  | 429  |
| From the year 1962 on: No double counting—residents of multiple communes (e.g. students and military personnel) are counted only once. |      |      |      |      |      |      |